# Classe Héroïne
La classe Héroïne (en anglais : Heroine-class) est une variante du sous-marin d'attaque conventionnel diesel-électrique de Type 209, développée par Howaldtswerke-Deutsche Werft (HDW) en Allemagne et actuellement en service dans la marine sud-africaine. La classe est composée de trois navires.

## Contexte
L’Afrique du Sud a signé en juillet 2000 un contrat avec Howaldtswerke-Deutsche Werft (HDW) et Thyssen Nordseewerke pour la fourniture de trois sous-marins de Type 209-1400 modifiés. Les bateaux de Type 209-1400 modifiés ont un déplacement de 1450 tonnes en surface et 1600 t en plongée. Ces sous-marins sont destinés à remplacer les trois sous-marins de classe Daphné de construction française (les SAS SAS Spear, Assegaai et Umkhonto) qui ont été mis hors service en 2003.
Le premier sous-marin de la classe, le SAS Manthatisi, a été construit par Howaldtswerke à Kiel. Il a été lancé en juin 2004 et mis en service en novembre 2005. Les deuxième et troisième sous-marins ont été construits par Thyssen Nordseewerke à Emden. Le SAS Charlotte Maxeke a été lancé en mai 2005 et mis en service en mars 2007. Le troisième sous-marin, le SAS Queen Modjadji, a été lancé en 2006 et livré en février 2008.
Le port d'attache de ces sous-marins est la base navale de Simon's Town près du Cap.
En 2019, deux de ces sous-marins avaient besoin d’un radoub « urgent et complet ». L’approche recommandée était de lancer la phase de passation des marchés en 2020. Le rapport annuel d’Armscor au Parlement indiquait que si les radoubs nécessaires n’étaient pas effectués, la capacité de la force sous-marine ne serait plus disponible après l’exercice 2022/2023. En mars 2021, la phase de passation des contrats n’avait toujours pas été entamée et aucune date n’avait été annoncée pour la mise à niveau des sous-marins.
En août 2021, il a été signalé que le SAS Charlotte Maxeke était en cours de réaménagement au chantier naval Armscor. Un financement d’un montant de 189 millions de rands aurait été mis à disposition pour assurer l’achèvement de son carénage au cours de l’exercice 2023/2424. Le financement pour le carénage du SAS Queen Modjadji n’était pas disponible, mais l’objectif affiché par la marine était de donner la priorité à l’entretien et à la réparation essentiels du SAS Manthatisi (qui avait été réaménagé pour la dernière fois en 2013/2014) afin d’assurer une « disponibilité opérationnelle accélérée ».

## Dénomination
Les sous-marins portent le nom de puissantes femmes sud-africaines. Le SAS Manthatisi est nommé d’après la cheffe guerrière de la tribu Batlokwa Le SAS Charlotte Maxeke porte le nom de la militante politique Charlotte Maxeke, qui a fait campagne pour l’égalité au début du XXe siècle. Le SAS Queen Modjadji est nommé d’après la reine de la pluie sud-africaine.

## Sous-marins de la classe
| Nom du navire        | Pennant number | Pose de la quille | Lancé           | Commissionné    | Statut |
| -------------------- | -------------- | ----------------- | --------------- | --------------- | ------ |
| SAS Manthatisi       | S101           | 22 mai 2001       | 15 juin 2004    | 3 novembre 2005 | Actif  |
| SAS Charlotte Maxeke | S102           | 12 novembre 2003  | 4 mai 2005      | 14 mars 2007    | Actif  |
| SAS Queen Modjadji   | S103           | 11 novembre 2004  | 31 octobre 2007 | 14 mars 2007    | Actif  |

## Caractéristiques

### Performances
Le sous-marin a un équipage de 30 membres. La coque a une longueur de 62 m, une largeur de 7,6 m et une hauteur de 5,8 m. Il a une profondeur de plongée maximale approximative de 500 mètres.
Le sous-marin Type 209/1400 a une vitesse maximale de 10 nœuds (19 km/h) en surface et 22 nœuds (41 km/h) en plongée.

### Commandement et contrôle

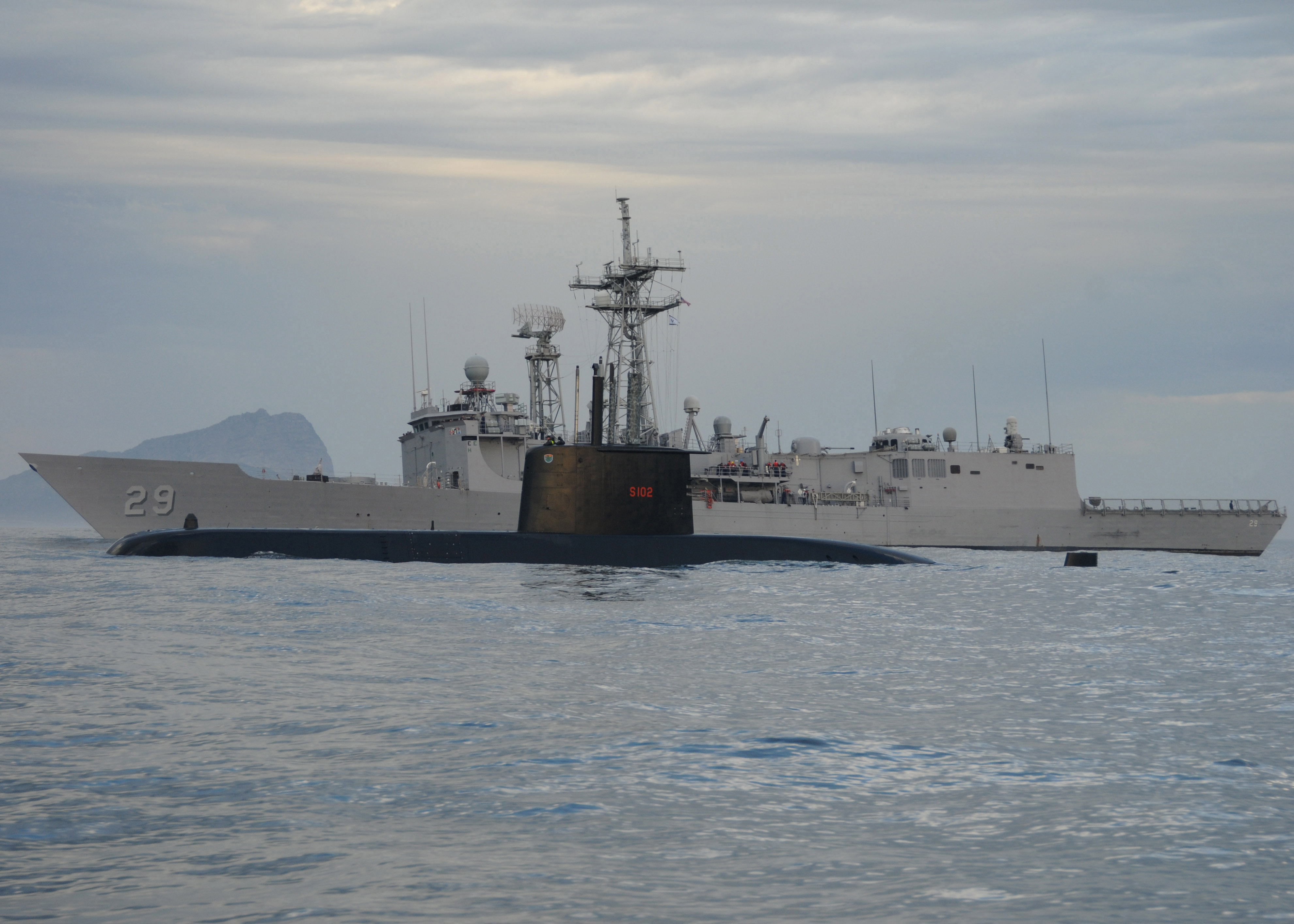
Le SAS Charlotte Maxeke participe à un exercice naval conjoint des États-Unis et de l’Afrique du Sud

Le système d’information de combat intégré Atlas Elektronik ISUS 90-45 assure la navigation, l’intégration et la gestion automatiques des capteurs ainsi que des fonctions de conduite de tir pour le sous-marin.

### Armement
Il y a huit tubes lance-torpilles d’étrave de 533 mm et le sous-marin peut transporter jusqu’à 14 torpilles. La marine sud-américaine a acquis des torpilles Atlas Elektronik SUT pour ces sous-marins.

### Capteurs

#### Optique
Le sous-marin est équipé de deux périscopes, un périscope d’attaque SERO 400 conventionnel pénétrant dans la coque et un mât optronique OMS 100 (périscope de recherche) non pénétrant dans la coque, tous deux fournis par Carl Zeiss (maintenant Cassidian) Optronics.
Le mât OMS-100 intègre un capteur optronique avec une caméra de télévision couleur haute résolution haute définition et une caméra thermique de troisième génération. Les caméras sont stabilisées par gyroscope en élévation et en azimut. L’ensemble capteur est installé dans une unité rétractable à l’extérieur de la coque sous pression du sous-marin. L’observation et le fonctionnement du mât sont contrôlés depuis une console. Le système de mât optronique contient des fonctions entièrement automatiques pour une surveillance et une observation très rapides, de sorte que la période d’exposition du mât au-dessus de la surface est extrêmement courte.

### Radar
Le radar de recherche de surface fonctionne en bande I.

### Sonar
La suite de sonars Csu 90 d’Atlas Elektronik comprend des réseaux de sonars de recherche et d’attaque passifs et actifs montés sur la coque, des réseaux de flancs et des sonars d’interception actifs, ainsi qu’un système de surveillance du bruit propre. L’Afrique du Sud n’a pas exercé l’option d’acheter un sonar remorqué « à clipser » sur la base des conseils des utilisateurs existants selon lesquels le système est maladroit et s’avérerait peu pratique dans le contexte opérationnel envisagé par l’Afrique du Sud.

### ESM/ELINT
Le sous-marin est équipé d’un système Saab Grintek Avionics UME-100 ESM/Designated ELINT. Les antennes du système sont intégrées dans les têtes de mât des périscopes SERO 400 et OMS-100.
Le système de renseignement électronique ELINT du sous-marin est le Saab S/UME-100 tactique de soutien électronique qui fournit une analyse électronique du renseignement électronique et une capacité de radiogoniométrie d’amplitude.
Le S/UME-100 comprend l’antenne ESM, l’antenne du récepteur d’alerte radar, une unité de distribution de signal et un contrôleur de guerre électronique.
Les antennes tactiques ESM S/UME-100 s’interfacent avec le mât optronique et le périscope d’attaque.

### Contre-mesures
On pense que les sous-marins sont équipés du système d’éjecteur de contre-mesures de torpille CIRCE.

### Propulsion
Les sous-marins sont équipés d’un système de propulsion diesel-électrique basé sur quatre moteurs diesel MTU 12V 396 délivrant 2,8 MW, avec quatre alternateurs électriques et un moteur électrique Siemens de 3,7 MW, entraînant un seul arbre d'hélice.

### Allégations de corruption
En 2008, le Sunday Times a rapporté que Ferrostaal aurait versé à l’ancien président Thabo Mbeki 30 millions de rands en pots-de-vin, dont une partie aurait été partagée avec l’ancien président Jacob Zuma. Un audit interne de Ferrostaal par le cabinet d'avocat américain Debevoise and Plimpton, qui a été mandaté après l’arrestation par l’autorité allemande des poursuites pénales de l’un des membres de son conseil d'administration en 2010, évalue le montant des pots-de-vin versés à 300 millions de rands, soit plus de 40 millions de dollars. Le rapport n’a pas été rendu public, mais le Süddeutsche Zeitung allemand a rapporté qu’il en avait obtenu une copie.